# Environnement en Normandie
La situation environnementale diffère entre la Basse-Normandie et la Haute-Normandie. La première conserve une assez bonne qualité de son environnement, l'absence de très grande ville, la densité légèrement inférieure à la moyenne nationale, l'industrialisation modeste créant des conditions favorables. Mais dans l'ensemble de la Normandie se posent la question du mauvais état de l'eau et de l'air, celle d'une standardisation des paysages, celle de l'élimination des déchets sans oublier la menace que constituent les risques naturels ou technologiques. En conséquence, depuis les années 1970, plusieurs acteurs tentent de reconquérir des territoires dégradés par un développement économique et urbain manquant de clairvoyance. Le défi le plus aigu se situe au niveau de l'estuaire de la Seine, pris dans un sens large. La forte urbanisation, l'extension des zones industrialo-portuaires et ses conséquences (production de déchets, pollution de l'atmosphère, disparition d'espaces naturels) créent une pression sur un milieu en outre très précieux d'un point de vue écologique (écosystèmes des zones humides et des falaises calcaires) et touristique (les méandres de la Seine, les abbayes et châteaux voisins). Le Parc naturel régional des Boucles de la Seine normande essaie de trouver les solutions d'un développement durable dans cet espace à fort enjeu.

## Dégradation de l'environnement
La région véhicule une image ambivalente : celle d'une région préservée avec ses campagnes bocagères et celle d'une région dénaturée avec ses usines polluantes. Le constat est pourtant celui d'une dégradation générale de l'environnement.

### La dégradation des paysages
Les paysages tendent notamment à l'uniformisation. Sont abattus ou arrachés les arbres isolés et les haies. Celle du Rouvray est peu à peu grignotée par la croissance de l'agglomération rouennaise. Le bocage régresse notamment dans les régions semi-bocagères (Pays d'Ouche, Lieuvin) dont l'aspect tend à se rapprocher des plateaux voisins à grande culture. Les lotissements aux maisons standardisées sont de plus en plus nombreux. Les mares sont comblées, les broussailles ou les pré-bois remplacent les pelouses sur les coteaux. En raison de la Politique agricole commune, les cultures recouvrent de plus en plus de prairies. En éliminant ces milieux refuges de la faune et de la flore, l'appauvrissement du paysage se double d'une réduction de la biodiversité.
Sur quelques côtes touristiques, comme entre Deauville et Courseulles-sur-Mer, on observe un front de construction presque continue face à la mer seulement interrompue par des falaises ou l'estuaire de l'Orne.
La Normandie a aussi ses imperfections paysagères : entrées de villes plantées de pancartes et de panneaux, décharges sauvages, carrières à l'abandon. Cependant, on retient surtout de la région normande des sites attrayants, certains de réputation nationale : Baie du Mont-Saint-Michel (au patrimoine mondial de l'UNESCO), plages du débarquement, Suisse normande, Haras du Pin, cap de la Hague, Château-Gaillard… Le succès de ces lieux dérive parfois vers une sur-fréquentation dommageable à leur sauvegarde (près de trois millions de visiteurs par an au Mont-Saint-Michel).

### Le problème des déchets
Avec trois aires urbaines de plus de 275 000 habitants (Rouen, Caen et Le Havre) et une industrialisation forte à l'est, ce problème se pose sérieusement en Normandie. D'autant plus que l'élimination des déchets repose en partie sur des usines d'incinérations saturées et obsolètes[réf. souhaitée].
En 2000-2001, la Basse-Normandie produisait :
- 1,5 million de tonnes de déchets municipaux (ordures ménagères, encombrants, boues d'épuration, déchets végétaux) :
- 9 millions de déchets industriels,
- 12 millions de déchets agricoles (déjections animales, résidus de récolte)[5], soit 22,5 millions de tonnes. (contre 15 millions en Haute-Normandie).

Équipée de trois centrales nucléaires et d'un pôle de construction de sous-marins nucléaires à Cherbourg-en-Cotentin, la Normandie est confrontée au problème du stockage et du traitement des déchets radioactifs. En dépit de leur faible tonnage, ils peuvent être source d'inquiétude, car ils demandent beaucoup de précaution. À l'extrémité du département de la Manche, outre le centre de stockage de la Manche (CSM) de l'Agence nationale pour la gestion des déchets radioactifs, la Hague héberge la plus grande usine de traitement du monde, gérée par Orano. Celle-ci traite 1 100 tonnes de combustibles irradiés issus de réacteurs français ou étrangers (Allemagne, Japon, Suède). Le traitement produit des effluents radioactifs qui sont rejetés en mer dans le Raz Blanchard. Non loin de là, la fosse des Casquets est un site pollué.
Le CSM est désormais fermé, et ne sera pas banalisable, même après 300 ans.

### La pollution atmosphérique
C'est peut-être à ce niveau que les Hauts-Normands ont pris conscience du très mauvais état de l'environnement de leur région. Grosses agglomérations, nombreuses industries émettrices de gaz à effet de serre, les sources de pollution atmosphérique sont multiples et importantes à tel point que certains secteurs sont de véritables points noirs. Les protecteurs de l'environnement pointent régulièrement du doigt la Basse-Seine, couloir urbanisé, routier, et industriel. La population, la circulation automobile et les industries polluantes (raffineries, pétrochimie, centrales thermiques) s'y concentrent. En conséquence, Rouen et le Havre figurent parmi les premières régions émettrices de dioxyde de soufre (SO2), de gaz carbonique (CO2) et d'oxydes d'azote (NOx). La capitale normande, établie dans une sorte de cuvette, souffre en plus d'une mauvaise ventilation par temps anticyclonique, ce qui empêche la dispersion de la pollution.
Le reste de la Haute-Normandie et la Basse-Normandie ne connaissent pas de tels problèmes en raison notamment de la dispersion de l'habitat et d'une industrialisation modeste. Même les agglomérations caennaise et cherbourgeoise n'atteignent pas les pics de pollution de Rouen ou du Havre. Toutefois, leur nombre s'accroît.

### La pollution des eaux superficielles et profondes

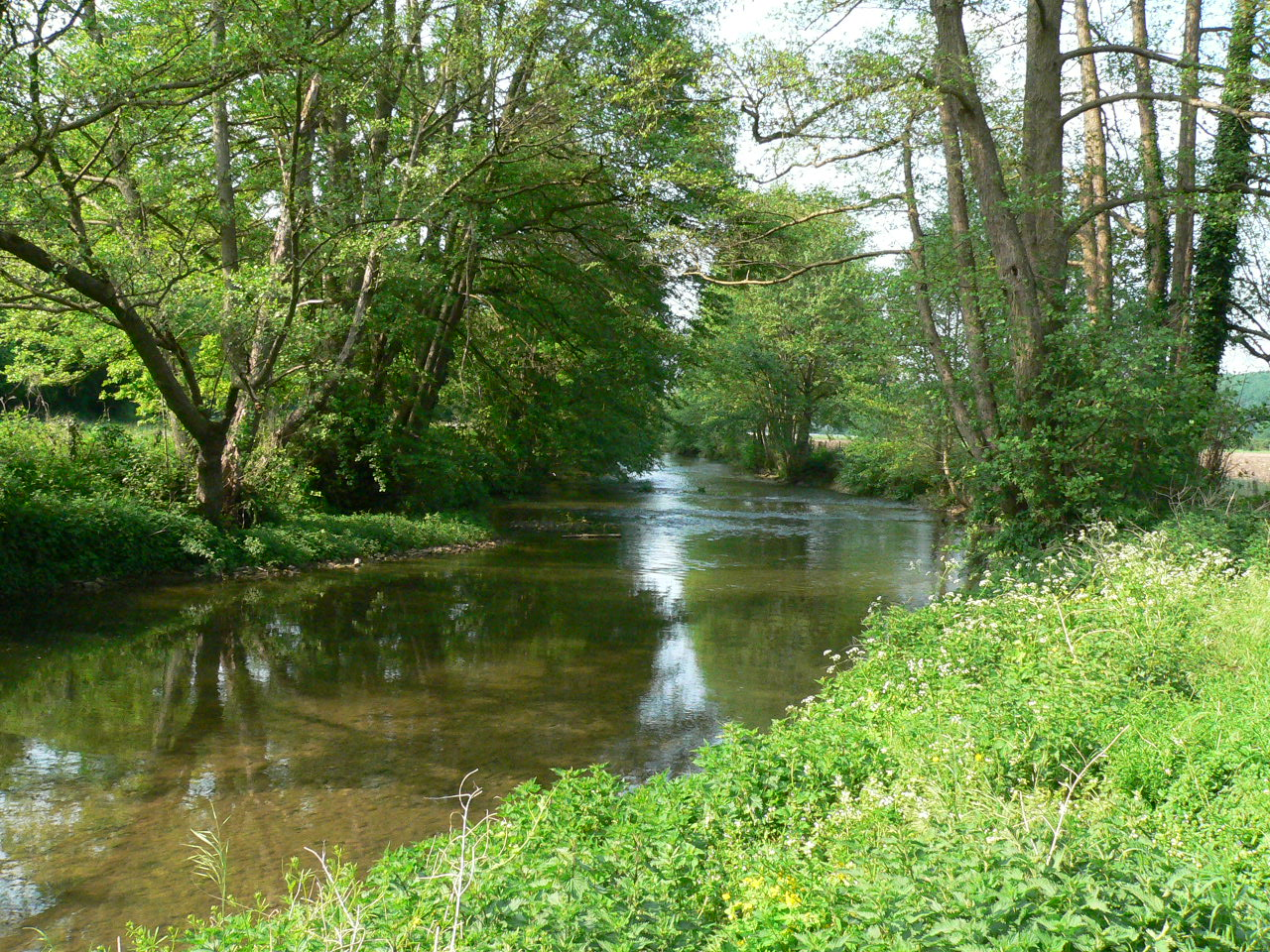
La Risle près de Grosley-sur-Risle. La clarté des eaux d'une rivière n'augure pas de sa qualité.

La qualité de l'eau des cours d'eau est jugée passable en Normandie. Très peu de rivières sont reconnues excellentes comme la Sée, première rivière à saumons de France ou la Touques, préférée des truites de mer. La Seine apparaît comme le symbole d'une pollution excessive. « Vers 1980, […]le fleuve est considéré comme mort […] La concentration en oxygène dissous est la plus faible qu'on ait jamais connue, avec des taux inférieurs à 10 %. En 1933, le commandant Charcot mesurait dans le fleuve une saturation en oxygène de 83 % ! ». Longtemps utilisée comme un égout à ciel ouvert, la Seine a accueilli les eaux usées domestiques, les effluents plus ou moins toxiques des concentrations urbaines et industrielles voisines. Aujourd'hui, même si la qualité de l'eau s'est améliorée, elle reste le fleuve le plus pollué de France, notamment parce que les rejets des sites plus en amont (agglomération parisienne, station d'épuration d'Achères) plombent les efforts entrepris en Haute-Normandie. L'impact négatif du fleuve s'étend au large de l'estuaire, sur la côte est du Calvados.
Plus qu'à l'industrie, la mauvaise qualité des eaux normandes a globalement pour origine le ruissellement qui draine vers les rivières ou vers les nappes aquifères nitrates et produits phytosanitaires. Le problème des eaux souterraines est plus aigu sur les étendues de grande culture de la Normandie orientale, des Plaines de Caen et d'Argentan (plus de 25 mg/l). Une menace concerne plus particulièrement la Haute-Normandie : celle des eaux turbides. Lors de précipitations importantes, l'eau, chargée de particules terreuses, peut s'engouffrer dans les bétoires naturelles, les marnières et les puisards et atteindre rapidement la nappe. Du robinet sort alors une eau turbide. Elle n'est plus potable d'autant plus que les particules en suspension sont accompagnées de micro-organismes responsables de gastro-entérites. Dans la Hague, le ruisseau de Sainte-Hélène est pollué au tritium et aux transuraniens. À proximité, Orano a décidé de retirer des terres polluées à l'américium et au plutonium au droit de la résurgence du ru des Landes.
Sur le littoral bas-normand, l'importance de la production conchylicole impose un bon état sanitaire de l'eau de mer mais les flux bactériens apportés par les rivières côtières contraignent parfois les autorités à l'interdiction de la pêche à pied, activité de loisirs très prisée par la population.

### La disparition et la régression des espèces
Il est difficile d'avoir une vision à l'échelle de la Normandie réunie, beaucoup de chiffres et d'informations officiels à ce jour disponibles étant à l'échelle de la Basse-Normandie ou de la Haute-Normandie (anciennes régions fusionnées depuis janvier 2016).
D'après les listes rouges d'espèces menacées de Haute-Normandie, 503 espèces sont menacées d'extinction, soit 28 % des espèces animales et végétales évaluées lors de l'élaboration de ces listes. Ces 503 espèces menacées représentent 156 espèces animales et 347 espèces végétales sauvages indigènes. 148 espèces sont considérées disparues au niveau régional (8 % des espèces évaluées).
Côté Basse-Normandie, environ 6000 à 10000 espèces sont décrites pour un total d'espèces présentes estimé de 10000 à 25000 espèces. La liste rouge de la flore menacée de Basse-Normandie de 2015 estime que, sur les 2511 taxons catalogués, 367 espèces végétales sont menacées d'extinction. Sur ces 367 espèces menacées, 77 espèces sont présumées disparues. 27 sous-espèces végétales ou variétés sauvages sont aussi menacées d'extinction.

### Les risques
On observe dans ce domaine une inégalité entre Basse-Normandie et Haute-Normandie, cette dernière devant faire face à plus de menaces.

#### Des risques naturels limités
- L'inondation forme le risque naturel le plus fréquent. Ce sont en général des inondations de plaine. Lentes mais puissantes, elles surviennent à la suite des pluies importantes et durables d'hiver. Toutefois, depuis plusieurs années, on observe des phénomènes plus brusques : des coulées boueuses ravagent le bas des bassins versants, provoquant des dommages sérieux, la colère ou l'abattement des riverains. De plus en plus fréquentes, notamment dans les vallées haut-normandes (Seine, Eure, Bresle, Iton, Risle, vallées cauchoises), elles s'expliquent par l'augmentation du ruissellement des eaux à la suite de l'imperméabilisation du sol par l'urbanisation et les infrastructures ainsi qu'à cause de la disparition de zones rétentrices (haies, prairies, mares).
- Proche de la mer, la Normandie essuie des vents parfois supérieurs à 150 km/h. La sécheresse peut affecter quelques zones agricoles de la Haute-Normandie.
- Plus localement, les Normands doivent faire face à l'effondrement de falaises et de marnières, surtout dans le Pays de Caux. On estime entre 60 000 et 80 000 le nombre de marnières en Seine-Maritime alors que seulement 7000 sont répertoriées.
- L'arrondissement de Caen peut subir des séismes. Ce risque tellurique, exceptionnel au nord de la Loire, est toutefois faible.

#### Des installations industrielles à risques
Ce sont essentiellement des établissements présentant des dangers d'incendie, d'explosion ou risquant de rejeter des produits dangereux à la suite de fausses manœuvres (dépôts de produits inflammables, raffineries de pétrole, quelques usines traitant des produits toxiques). Ces établissements sont soumis à une surveillance étroite depuis 1982 en application d'une directive communautaire dite « directive Seveso ». La Basse-Seine compte près de 50 établissements « Seveso 2 » et à ce titre, figurent avec l'étang de Berre et le département du Nord comme un des bassins industriels à haut risque en France. Il faut ajouter les risques dus à la présence de trois centrales nucléaires sur le littoral normand (Penly, Paluel et Flamanville). Il faut avouer que la population est peu informée de la conduite à tenir en cas d'accident.

## Politique de l'environnement
Entre 1960 et 1980, l'environnement restait la préoccupation d'une poignée, principalement quelques associations (Air Normand créé en 1973, Greenpeace) et des marins-pêcheurs. Peu à peu, les préoccupations environnementales se sont multipliées en réaction contre les modèles productivistes qui semblaient ne pas faire grand cas de la protection du patrimoine naturel. En 1980, l'écologue Michel Lerond matérialise sur une carte de la Haute-Normandie un panache de pollution de l'air partant des centres industriels (Rouen, Le Havre, Notre-Dame-de-Gravenchon) et s'étendant aux plateaux voisins. Aujourd'hui, la protection de l'environnement fait l'unanimité et les acteurs se sentant concernés par cet objectif deviennent pléthores. Leurs interventions se situent à toutes les échelles (de l'Europe au local) et se présentent sous de multiples formes (réglementation, incitations financières, diagnostics, sensibilisation). Malgré ces intervenants et ces opérations, la Normandie n'a pas encore retrouvé la qualité de son cadre de vie d'avant-guerre.

### La protection de quelques espaces
Terre bordée par la mer, la Normandie renferme une variété de milieux précieux, certains assez communs comme le bocage ou les prairies, d'autres plus rares comme les zones humides. En raison de leur importance écologique, ces espaces bénéficient souvent de mesures de protections superposées. Le Parc naturel[Lequel ?] est la plus connue.

#### Les types de milieux à protéger

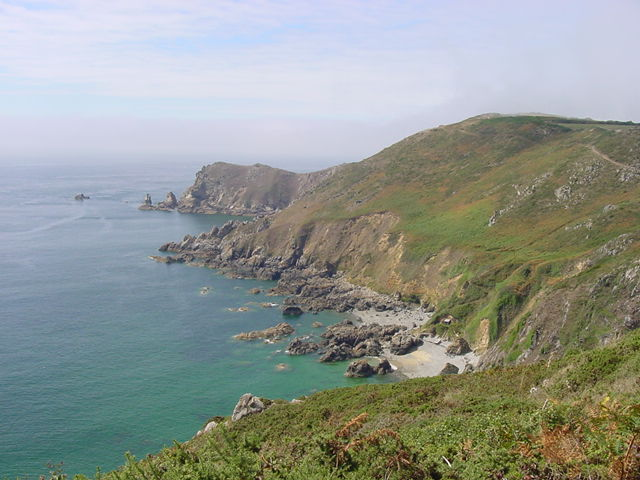
Le Nez de Jobourg et le Bec de l'Âne. Un paysage de la Hague

Par la richesse de leur flore et de leur faune, par leur fragilité, certains espaces bénéficient d'une attention spéciale :
- le littoral. Sur environ 600 km de côtes, se succèdent des falaises crayeuses (côte d'Albâtre en Seine-Maritime), argileuse (Côte de Nacre), métamorphiques ou granitiques (caps du Cotentin) et des dunes (côte ouest du département de la Manche).
- le bocage et la forêt. La forêt couvre 14 % du territoire. Un faible couvert forestier comparé à la moyenne nationale (28 %) mais compensé par les « forêts linéaires » que forment les haies bocagères.
- les landes, qui recouvrent les sols pauvres, acides mais humides du département de la Manche.
- les zones humides (marais, pré-salés, tourbières) en particulier l'estuaire de la Seine. « Cet espace entre terre et eau offre un ensemble unique d'écosystèmes, depuis les vasières qui se découvrent seulement aux fortes marées jusqu'aux prairies humides – les herbus -  sillonnées par des ruisseaux issus de la nappe d'eau douce de la craie »[18]. Refuge pour de nombreux amphibiens et une multitude d'oiseaux nicheurs ou migrateurs (râle des genêts, spatule blanche, avocette, héron butor…), l'estuaire participe de plus, au niveau des vasières, à l'épuration du fleuve.
- les prairies des hautes vallées, des coteaux calcaires (bords de la vallée de la Seine), « picanes » du Pays d'Auge, prairies du Pays de Bray.

#### Les parcs naturels régionaux
Il n'y a pas de parcs nationaux mais quatre régionaux. Ensemble, ils occupent 17 % du territoire régional, essentiellement des espaces ruraux modestement habités.
- Parc naturel régional des Boucles de la Seine normande (anciennement Brotonne). Le plus petit (810 km2) mais aussi le plus ancien (créé en 1974). Son objectif est de garantir une coupure verte entre les pôles urbains et industriels de Rouen et du Havre.
- Parc naturel régional Normandie-Maine (1975). 2 300 km2. Il s'étend aussi sur la région des Pays de la Loire
- Parc naturel régional des Marais du Cotentin et du Bessin (1991). 1 450 km2.
- Parc naturel régional du Perche (1998). 1 820 km2. Il englobe aussi des communes hors de Normandie.

Ils recouvrent des espaces riches d'un point de vue culturel (patrimoine architectural) et naturel (faune, flore, géologie). À l'intérieur, sont tentés des expériences de conciliation entre la conservation du milieu, le développement économique et le tourisme.

#### Des zones de protection plus réduites
Beaucoup moins étendues que les parcs naturels, elles permettent la survie et la reproduction d'espèces rares :
- Réserves naturelles. Elles sont surtout nombreuses dans la Manche. Vaste, celle de l'estuaire de la Seine couvre 8500 ha.
- Réserves de chasse et de pêche.
- Zones de protection spéciale (basses vallées du Cotentin et baie des Veys, baie du Mont-Saint-Michel, falaise du Bessin occidental, forêts et étangs du Perche, estuaire et marais de la Basse Seine…)
- Acquisitions du Conservatoire du littoral. En 2005, elles représentent plus de 4800 ha en Basse-Normandie soit près de 100 km de côte acquise sur 470.
- Sites du réseau européen Natura 2000 (Marais Vernier et basse vallée de la Risle, forêt d'Eu, littoral cauchois, cuestas du Pays de Bray, forêt de Lyons, anciennes carrières de la vallée de l'Orbiquet, Mont d'Éraines, bassin de l'Andainette, haute-vallée de la Sarthe, havre de Saint-Germain-sur-Ay et landes de Lessay…).
- Biotopes protégés (grotte de Saint-Samson-de-la-Roque, sous-bois en forêt d'Évreux, les marais du Grand Hazé…) par arrêté préfectoral

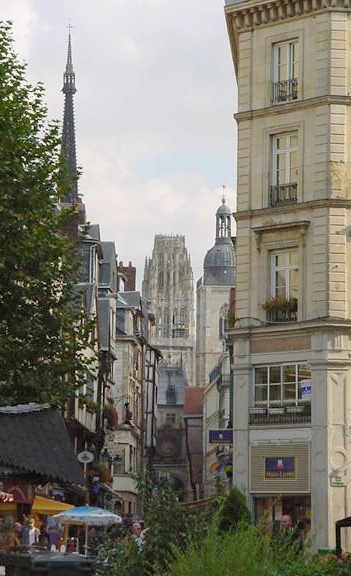
Une rue du centre-ville de Rouen qui embrasse au loin le Gros-Horloge et la cathédrale. La capitale de la Normandie a une forte densité de monuments historiques à l'hectare

Outre ce patrimoine naturel, il est nécessaire de sauvegarder les richesses culturelles tels les centres-villes anciens, les lieux historiques, artistiques ou pittoresques et les paysages rares. Même si beaucoup de monuments ont disparu sous les bombes de 1944, la région normande possède un patrimoine architectural exceptionnel lié à une histoire prestigieuse. En 2006, l'inscription du Havre au patrimoine mondial de l'humanité vient même prouver l'intérêt des villes reconstruites après-guerre. La protection se décline en :
- 670 sites inscrits ou classés (Étretat, la Hague…), 2500 monuments historiques (cathédrale de Rouen, Mont-Saint-Michel, ruines de Jumièges, châteaux de Caen et de Falaise…)
- quatre secteurs sauvegardés (Rouen dès 1964, Bayeux en 1971, Honfleur en 1974 et Le Tréport en 1986)
- une vingtaine de ZPPAUP (Zones de protection du patrimoine architectural, urbain et du paysage) à Coutances, Bagnoles-de-l'Orne, Bernières-sur-Mer, Granville, Veules-les-Roses, Lillebonne, Verneuil-sur-Avre, Le Havre, Dieppe...

### Opérations pour maintenir la diversité des paysages
Les acteurs de l'environnement ont compris que la préservation des paysages passe par la sensibilisation des habitants à leur cadre de vie, la connaissance étant le premier pas vers la conservation. Ainsi, le Conseil Régional de Basse-Normandie commanda un Inventaire des paysages bas-normands qui sortit en 2001. L'auteur de ce travail, le professeur Pierre Brunet, a dégagé 75 unités paysagères, des côtes sableuses à havre du Cotentin aux gorges des Alpes mancelles. Il révélait ainsi la grande variété des paysages bas-normands. L'inventaire de la Haute-Normandie est en cours.
Depuis 1991, le conseil général de la Seine-Maritime subventionne la plantation de haies par les agriculteurs, les particuliers et les communes. Parallèlement, le Conseil d'architecture, d'urbanisme, d'environnement (CAUE) de ce département informe les habitants, les associations, les collectivités locales et les entreprises sur l'intérêt des haies et les méthodes de plantations ou d'entretien. Résultat, en 10 ans, environ 600 km de linéaires ont été recréés ou créés en Seine-Maritime.
Ailleurs, dans le Domfrontais, à la limite de la Manche et de l'Orne, le financement de l’État et des collectivités (conseil régional, conseils généraux) a permis la plantation de 16000 poiriers. Cette action vise à recréer la poiraie qui faisait l'originalité du paysage autour de Domfront il y a 50 ans. Une expérience plus singulière a été l'introduction de ruminants dans des zones marginales, en voie d'embroussaillement : des moutons et des bœufs Highland Cattle pâturent respectivement les coteaux calcaires de la vallée de la Seine et le Marais Vernier. Ce pastoralisme extensif participe à la régression de la végétation envahissante et souvent banale au profit d'une riche biodiversité.
Les agriculteurs normands s'engagent dans la gestion des paysages à travers les Contrats Territoriaux d'Exploitation (devenus en 2002 les Contrats d'Agriculture Durable). Au total, en 2005, 1/5 des chefs d'exploitation avait signé un de ces contrats selon la Chambre d'agriculture de Normandie. L'État incite par exemple les paysans à conserver des praires extensives, à entretenir ou créer une haie ou une mare. Autant de mesures contractuelles qui ont aussi un intérêt dans la lutte contre l'inondation ou l'érosion des sols.
Le petit patrimoine rural (lavoirs, calvaire, pigeonnier, pressoir, four à pain…) souffre souvent d'un délaissement à cause de la perte de la fonction qui les faisait vivre. Or, généralement ni classé ou inscrit, il ne bénéficie pas de mesures de protection. En réaction, le Conseil Général de la Manche soutient la réhabilitation de ces éléments. De plus, il accorde un certificat aux entreprises compétentes dans le bâti ancien. Dans les villes, la soif de terrains pour les opérations immobilières pousse à la réutilisation des friches industrialo-portuaires. Depuis plusieurs années, les villes du Havre et de Rouen amorcent par exemple un mouvement de reconquête urbanistique des rives de la Seine.

### Des mesures pour réduire la pollution

#### Air
La Normandie dispose d'un réseau de surveillance de la qualité de l'air (depuis 1973 par Air Normand en Haute-Normandie, depuis 1975 par Air Com en Basse-Normandie). Ces associations avertissent le préfet en cas de pic de pollution.
Les industriels de la vallée de la Seine investissent dans la diminution des rejets industriels. Résultat, depuis les années 1990, on observe une diminution des principales émissions polluantes. Toutefois, les gaz liés à la circulation automobile (NOx, O3) augmentent. Dans ce domaine, l'amélioration ne pourra venir que de la diffusion de modèles de voiture moins polluants et d'une réduction de l'utilisation des véhicules. En ce sens, les deux régions mènent en partenariat une politique de développement du rail. Les trains régionaux sont modernisés et les fréquences augmentées.

#### Déchets
Les préfets de département ont approuvé dans les années 1990 plusieurs plans d'élimination des déchets. Celui de l'Eure figurait parmi les premiers promulgués (1995). En ce qui concerne les déchets ménagers ou végétaux, ces plans s'appuient sur l'établissement de déchèteries. En 1997, plus de 50 % de la population bas-normande recyclait les papiers-cartons et les plastiques et 80 % le verre par les communes et les communautés de communes, ainsi que sur la construction d'usines d'incinération plus performantes (CTM à Guichainville, Vesta à Grand-Quevilly, Ecostuair à Saint-Jean-de-Folleville).
L'association Biomasse Normandie anime, en partenariat avec l'ADEME, la Région Normandie un Observatoire des déchets en Normandie (OBDEC). Chaque année, l'Observatoire édite des bilans sur les déchets ménagers et assimilés et, depuis 2011, des bilans sur les déchets dangereux. Parallèlement, un Plan de Maîtrise des Pollutions d'Origine Agricole est bien avancée en Basse-Normandie. Autre action, l'opération multi-partenaires Performance Environnement permet de conseiller les entreprises dans la baisse de la production des déchets et dans leur réutilisation (animation d'une bourse d'échange des déchets industriels). En résumé, diminution à la source et valorisation sont les objectifs de la politique en matière de déchets.
Bardouville devrait accueillir des déblais issu du chantier du Grand Paris.

#### Eaux
La loi sur l'eau de 1964, les créations de l'Agence de l'Eau Seine-Normandie, de la Cellule antipollution du port de Rouen, de la Cellule de suivi du littoral haut-normand, du Secrétariat Permanent pour la Prévention des Pollutions Industrielles permettent l'amélioration progressive de l'eau séquanienne.

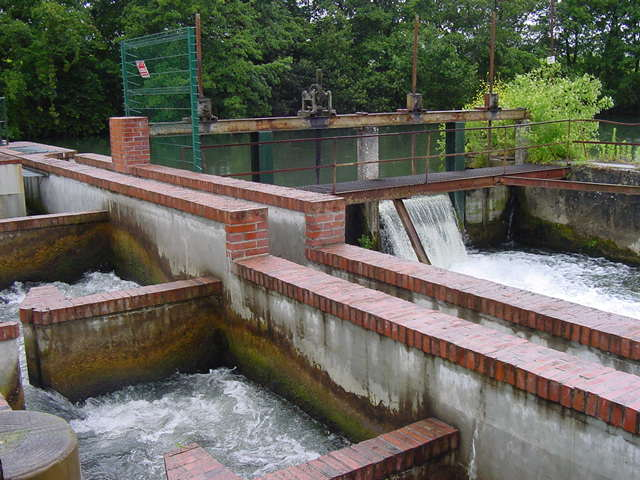
Un barrage et une passe à poisson sur la Touques près du Breuil-en-Auge. Grâce à la passe, les truites de mer peuvent remonter la rivière en évitant l'obstacle du barrage

En milieu rural, les Contrats Territoriaux d'Exploitation (devenus en 2002 les Contrats d'Agriculture Durable) incitent les agriculteurs à maîtriser la fertilisation azotée et à limiter l'emploi des produits phytosanitaires. Des opérations tels Fertil et Caux, Fertil-Mieux, Phertil et Fumus engagent les exploitants dans une utilisation raisonnée des engrais. Depuis 1993, le programme « Fertil et Caux », mené par la Chambre d'agriculture de la Seine-Maritime sur le bec de Caux développe chez les agriculteurs volontaires la pratique de cultures « pièges à nitrates » (moutarde[Laquelle ?], phacélie, ray-grass). Ces couverts végétaux n'ont pas pour vocation d'être pâturées, ni récoltées, mais sont là pour absorber les nitrates en excédent dans le sol entre deux vraies cultures. Ces mesures devraient améliorer la qualité de l'eau.
La constitution de Schémas d’aménagement et de gestion des eaux (SAGE) qui gèrent la ressource au niveau d'un bassin versant devrait également améliorer la situation. Outre la lutte contre les inondations, leur objectif se résume principalement à la diminution de la pollution des eaux souterraines et superficielles afin de garantir l'alimentation en eau potable et de préserver le milieu vivant aquatique. Cependant, début 2006, la grande majorité des SAGE normands étaient encore en phase d'élaboration et ne couvraient pas l'ensemble du territoire régional.

### Des mesures pour minimiser et prévenir les risques
La prévention et la gestion des risques s'appuie essentiellement sur des dispositifs nationaux. Parmi les plus connus, Météo-France qui émet des bulletins d'alerte en cas d'intempéries ou de canicule, le plan POLMAR contre les pollutions maritimes, la réglementation sur les installations dangereuses…
L'ampleur géographique des inondations de janvier 1995 a décidé la Basse-Normandie à collecter, analyser puis synthétiser des informations afin de mieux identifier les zones inondées. Ce travail a débouché sur la réalisation d'un Atlas régional des zones inondables. Très précis, le nouvel outil contribue à une meilleure prise en compte du risque dans les documents d'urbanisme tels les PLU. Il sert aussi à la constitution des Plans de Prévention des Risques (PPR). En Normandie, ces derniers concernent principalement le risque d'inondation.

### La politique énergétique
Grâce au nucléaire, la Normandie produit en excédent de l'électricité mais la France s'est engagée à porter la part des énergies renouvelables dans sa consommation d’électricité de 15 à 21 % à l’horizon de 2010, en diversifiant son panel énergétique (bois-énergie, éolien, solaire, biomasse), dont 6 % pour l’énergie éolienne. Or, la Normandie est avec le Languedoc-Roussillon et la Bretagne la région française la plus ventée. Ce gisement commence tout juste à être exploité : le premier parc éolien normand (Sortosville-en-Beaumont dans le département de la Manche) remonte seulement à juillet 2004. La peur des nuisances sonores et d'une dégradation du paysage engendrent parfois l'opposition des riverains d'où le développement lent des projets. Pour éviter les conflits, certaines sociétés envisagent l'installation d'éoliennes en mer (voir Manche : Énergie). Plusieurs projets intéressent notamment la mer au large de la côte d'Albâtre.
La Normandie, à l'instar de la Bretagne, entend développer l'énergie hydrolienne, en particulier dans le Raz Blanchard.

## L'environnement face aux autres enjeux: quelques exemples
En Normandie, plusieurs projets révèlent le conflit qu'il peut y avoir entre la protection de l'environnement d'une part et le développement économique, la pression touristique et l'enjeu énergétique d'autre part.

### Port 2000
Port 2000 est le nom de l'extension du port du Havre ouverte en 2006. Un investissement indispensable pour que le Havre puisse accueillir plus de porte-conteneurs et rivaliser avec Anvers. Le projet a soulevé l'opposition des pêcheurs et des associations de la protection de la nature car les nouvelles installations portuaires devaient empiéter sur l'estuaire de la Seine. Or le secteur, en zone de protection spéciale et à proximité de la Réserve naturelle de l'Estuaire de la Seine, est une étape de migration pour les oiseaux. De plus, les zones humides abritent une population de batraciens et de plantes rares. Pour que le projet aboutisse malgré les oppositions, la Commission européenne a dû débourser 46 millions d'euros à titre de mesures compensatoires pour l'environnement. Conséquence : la création de nouvelles vasières, l'extension de la réserve naturelle, la création d'un îlot artificiel au milieu de l'embouchure (reposoir à oiseaux) et même le déplacement d'espèces dans des lieux plus sûrs.
Après plusieurs années de travaux et l'ouverture de Port 2000, les anciens opposants font un triste bilan : la population d'oiseaux migrateurs a diminué et les pêcheurs capturent moins de soles et de bars. Les écologistes attendent toujours la fermeture de la route de l'estuaire et les 1 000 ha promis de réserves de chasse.

### L'EPR de Flamanville
Confrontée à l'augmentation de la demande et du coût de l'énergie, la France essaie de conserver son indépendance énergétique en développant sa filière nucléaire. En avril 2007, un décret du gouvernement a autorisé EDF à ajouter un troisième réacteur à la centrale de Flamanville (Manche). Il s'agit d'un réacteur de nouvelle génération, en l'occurrence un EPR (réacteur européen pressurisé), dont les opérateurs nucléaires garantissent une plus grande sûreté, une plus grande performance et une plus grande propreté par rapport aux installations anciennes.
Plusieurs associations dont Greenpeace, la Confédération paysanne ou le réseau "Sortir du nucléaire" se battent pour empêcher les travaux. À leurs yeux, la solution aux problèmes énergétiques français ne réside pas dans le développement de l'électricité nucléaire. Ils reprochent à cette dernière sa dangerosité (un accident nucléaire aurait d'autant plus d'impact que le département de la Manche accueille aussi l'usine de la COGEMA) et la production de déchets radioactifs qu'à ce jour on ne sait pas totalement éliminer. De plus, la construction de l'EPR engendrerait l'édification de centaines de km de lignes Haute Tension, de quoi, selon les opposants, défigurer le paysage de l'ouest de la France.
La préférence des agriculteurs et des écologistes va au développement des énergies renouvelables (vent, soleil). Mais, si un consensus existe parmi la population sur leur bienfaits, on se rend compte sur le terrain que les projets éoliens suscitent souvent l'inquiétude ou la désapprobation. Illustration du syndrome NIMBY.

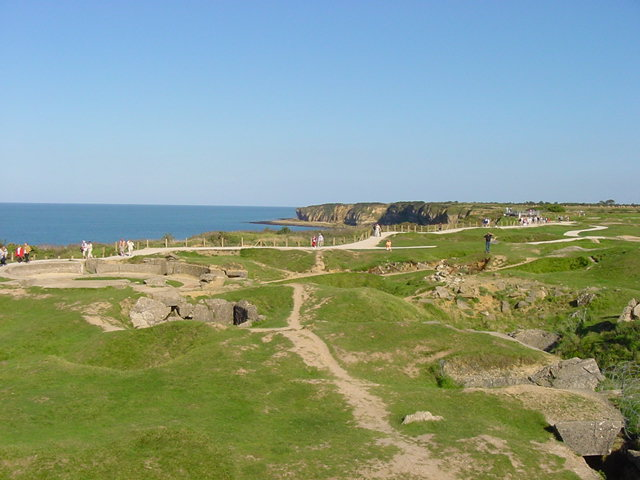
La Pointe du Hoc, un site du débarquement de Normandie en 1944. La restauration de ce lieu entrait dans le cadre de l'opération « Grand Site » Normandie 44

### L'EPR de Penly
Un second réacteur EPR est prévu dans le nord de la Normandie sur le site de Penly. Un débat public est prévu en 2010.

### Les opérations «Grand Site»
Quelques sites de réputation nationale voir internationale connaissent une dégradation à cause d'une forte fréquentation touristique et d'aménagements mal étudiés. En conséquence, quatre opérations « Grand Site » (OGS) ont été mises en place pour restaurer la beauté de ces lieux. Il s'agit de la baie du Mont-Saint-Michel (en cours), les côtes de la Hague  (terminé), des sites de la bataille de Normandie (en cours) et de Château-Gaillard (non commencé). Au Mont-Saint-Michel, l'objectif consiste notamment à lutter contre l'ensablement de la baie afin qu'elle retrouve son caractère maritime. Une passerelle doit remplacer la laide digue-route qui reliait l'îlot à la terre. Les travaux dont le montant s'élève à environ 150 millions d'euros se termineront vers 2011-2012. Dans la Hague, la communauté de communes a créé des aires de stationnement en arrière des sites, restauré les murets typiques en pierres sèches et enterré les lignes électriques.